# Unga Samband
Ungmannafelagið Samband, sædvanligvis kaldet Unga Samband, er ungdomsorganisation for det borgerlige unionistparti på Færøerne, Sambandsflokkurin. Selv om Sambandsflokkurin har eksisteret siden 1906, blev der ikke taget initiativ til at oprette en ungdomsorganisation før en arbejdsgruppe blev nedsat  4. oktober 1979. Organisationen blev officielt stiftet på et møde på Hotel Hafnia i Tórshavn den 16. januar 1980. Snorri Haldórsson blev valgt til første formand. 